# Dynamic Provisioning
Pour les articles homonymes, voir Dynamic.

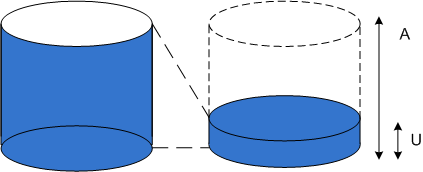
À gauche: allocation classique
À droite: thin provisioning :
A=espace alloué
U=espace réellement utilisé

Le Dynamic provisioning, aussi appelé « Thin Provisioning » ou allocation fine et dynamique est une technique de stockage d'information.
Il offre aux administrateurs du stockage les avantages de l’allocation fine et dynamique tels que la réduction des coûts, l’optimisation automatique des performances et la facilité d'approvisionnement.

## Les préoccupations majeures en stockage
Les principales problématiques de stockage tournent autour de l’explosion des données sur le  SAN ou le  NAS. 
- Difficulté de gestion de cette croissance des données
- Le manque d'outils de reporting et de forecasting,
- être capable de mieux distribuer le stockage
- et bien sûr, la réduction des coûts

## Le principe de fonctionnement
À la différence d’une allocation statique en affectant une LUN (un numéro d’unité logique) à un serveur, le Dynamic Provisioning regroupe un espace de stockage commun appelé « POOL de stockage » dans lequel des LUNs ou volumes virtuels seront créés en n’utilisant que l’espace consommé et non pas alloué. Le reste de la capacité du pool est alors disponible pour les autres serveurs. Les données sont écrites au fur et à mesure par pages et l’espace alloué non utilisé est récupéré grâce à la fonctionnalité de réclamation d'espace (Zero Pages Reclaim) qui va pister les pages écrites avec des zéros.

## Les bénéfices

### Réduction du nombre de disques
L’habitude d’achat de l’espace disque est basée sur la distribution de l’espace et non sur sa consommation, par manque de fonctionnalités. À l'aide du Dynamic Provisioning, l'acquisition de disque est réalisée au plus près de la consommation réelle.

### Amélioration des performances
Les performances des baies de stockage sont améliorées car les données sont réparties uniformément sur tous les RAID Groupes affectés au Pool de stockage. Les points de contention au niveau du disque physique sont ainsi éliminés. En cas de rajout de RAID groupes dans ce pool de stockage, les données seront redistribuées grâce à la fonction de « Rebalancing des pages de données ».

### Économies sur les dépenses opérationnelles
Deux types de réduction des dépenses opérationnelles (OPEX) sont directement touchés :
1. Diminution de la consommation énergétique avec un espace disque mieux utilisé car chaque page du Pool de stockage est disponible pour tous les serveurs et non plus alloué à une unité spécifique. Ainsi, il faut donc moins de disques dans la baie de stockage pour adresser les mêmes capacités de stockage.
2. Diminution des taches d’administration: Dans un processus d’allocation statique d’une ressource de stockage, l’administrateur doit rechercher les disques disponibles, créer et formater son RAID group, définir le volume et le mapper vers le serveur.

En utilisant le Dynamic Provisioning, il faudra simplement créer le volume virtuel et le distribuer au serveur.
Spécialement conçu et optimisé pour les environnements de serveurs virtualisés (Hyperviseur) comme VMware et Hyper-V, il permet de gagner entre 20 et 40 % d'espace disque vers les machines virtuelles.

## Historique
Les techniques de thin provisioning sont apparues au début des années 2000 et ont été popularisées en particulier par 3PAR et Datacore.